# Leichtathletik-Europameisterschaften 1986/100 m der Frauen

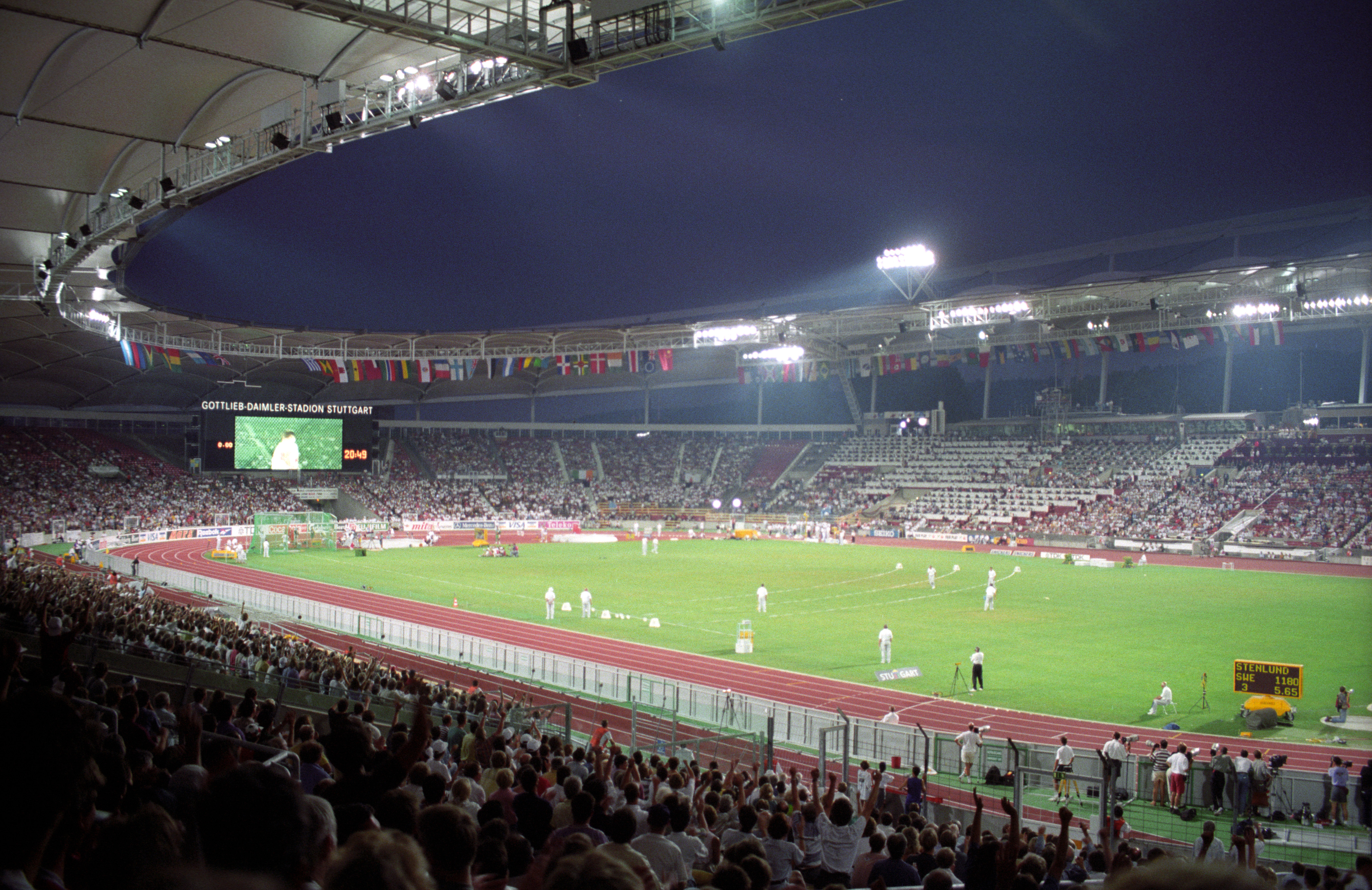
Das Stuttgarter Neckarstadion (heute MHPArena) bei den Leichtathletik-Weltmeisterschaften 1993

Der 100-Meter-Lauf der Frauen bei den Leichtathletik-Europameisterschaften 1986 wurde am 26. und 27. August 1986 im Stuttgarter Neckarstadion ausgetragen.
Ihren dritten EM-Titel über 100 Meter errang die amtierende Weltmeisterin, Olympiazweite von 1980 und Europarekordinhaberin Marlies Göhr aus der DDR. Den zweiten Platz belegte die Bulgarin Anelija Nunewa. Bronze ging an die Niederländerin Nelli Cooman.

## Rekorde

### Bestehende Rekorde
| Weltrekord           | 10,76 s | Evelyn Ashford | Zürich, Schweiz                                    | 22. August 1984   |
| Europarekord         | 10,81 s | Marlies Göhr   | Ost-Berlin (heute Berlin), DDR (heute Deutschland) | 8. Juni 1983      |
| Meisterschaftsrekord | 11,01 s | Marlies Göhr   | EM Athen, Griechenland                             | 7. September 1982 |

### Rekordverbesserungen
Der bestehende EM-Rekord wurde zweimal verbessert und darüber hinaus gab es zwei neue Landesrekorde.
- Meisterschaftsrekorde:
  - 10,98 s – Marlies Göhr (DDR), zweites Halbfinale am 27. August bei einem Rückenwind von 1,2 m/s
  - 10,91 s – Marlies Göhr (DDR), Finale am 27. August bei einem Rückenwind von 0,8 m/s
- Landesrekorde:
  - 11,04 s – Anelija Nunewa (Bulgarien), Finale am 27. August bei einem Rückenwind von 0,8 m/s
  - 11,08 s – Nelli Cooman (Niederlande), Finale am 27. August bei einem Rückenwind von 0,8 m/s

## Legende
Kurze Übersicht zur Bedeutung der Symbolik – so üblicherweise auch in sonstigen Veröffentlichungen verwendet:
| CR  | Championshiprekord |
| NR  | Nationaler Rekord  |
| DSQ | disqualifiziert    |

## Vorrunde
26. August 1986, 18:10 Uhr
Die Vorrunde wurde in drei Läufen durchgeführt. Die ersten fünf Athletinnen pro Lauf – hellblau unterlegt – sowie die darüber hinaus zeitschnellste Läuferin – hellgrün unterlegt – qualifizierten sich für das Halbfinale.

### Vorlauf 1
Wind: −1,4 m/s
| Platz | Name                 | Nation         | Zeit (s) |
| ----- | -------------------- | -------------- | -------- |
| 1     | Ingrid Auerswald     | DDR            | 11,15    |
| 2     | Anelija Nunewa       | Bulgarien      | 11,21    |
| 3     | Heather Oakes        | Großbritannien | 11,28    |
| 4     | Iryna Sljussar       | Sowjetunion    | 11,38    |
| 5     | Laurence Bily        | Frankreich     | 11,46    |
| 6     | Ulrike Sarvari       | BR Deutschland | 11,55    |
| 7     | Vroni Werthmüller    | Schweiz        | 11,62    |
| 8     | Martha Grossenbacher | Niederlande    | 11,65    |

### Vorlauf 2
Wind: −0,1 m/s
| Platz | Name                | Nation         | Zeit (s) |
| ----- | ------------------- | -------------- | -------- |
| 1     | Marlies Göhr        | DDR            | 11,06    |
| 2     | Els Vader           | Niederlande    | 11,30    |
| 3     | Antonina Nastoburko | Sowjetunion    | 11,30    |
| 4     | Paula Dunn          | Großbritannien | 11,31    |
| 5     | Resi März           | BR Deutschland | 11,56    |
| 6     | Jolanta Janota      | Polen          | 11,69    |
| 7     | Virginia Gomes      | Portugal       | 11,80    |
| 8     | Sisko Hanhijoki     | Finnland       | 12,01    |

### Vorlauf 3
Wind: −1,2 m/s
| Platz | Name                | Nation         | Zeit (s) |
| ----- | ------------------- | -------------- | -------- |
| 1     | Nelli Cooman        | Niederlande    | 11,12    |
| 2     | Silke Gladisch      | DDR            | 11,16    |
| 3     | Heidi-Elke Gaugel   | BR Deutschland | 11,28    |
| 4     | Olga Solotarjowa    | Sowjetunion    | 11,36    |
| 5     | Sandra Whittaker    | Großbritannien | 11,51    |
| 6     | Nadeschda Georgiewa | Bulgarien      | 11,56    |
| 7     | Sølvi Meinseth      | Norwegen       | 11,89    |
| 8     | Lena Möller         | Schweden       | 12,04    |

## Halbfinale
27. August 1986, 18:10 Uhr
In den beiden Halbfinalläufen qualifizierten sich die jeweils ersten vier Athletinnen – hellblau unterlegt – für das Finale.

### Lauf 1
Wind: +0,7 m/s
| Platz | Name                | Nation         | Zeit (s) |
| ----- | ------------------- | -------------- | -------- |
| 1     | Nelli Cooman        | Niederlande    | 11,14    |
| 2     | Ingrid Auerswald    | DDR            | 11,16    |
| 3     | Heidi-Elke Gaugel   | BR Deutschland | 11,25    |
| 4     | Olga Solotarjowa    | Sowjetunion    | 11,28    |
| 5     | Heather Oakes       | Großbritannien | 11,29    |
| 6     | Antonina Nastoburko | Sowjetunion    | 11,33    |
| 7     | Sandra Whittaker    | Großbritannien | 11,51    |
| 8     | Ulrike Sarvari      | BR Deutschland | 11,53    |

### Lauf 2

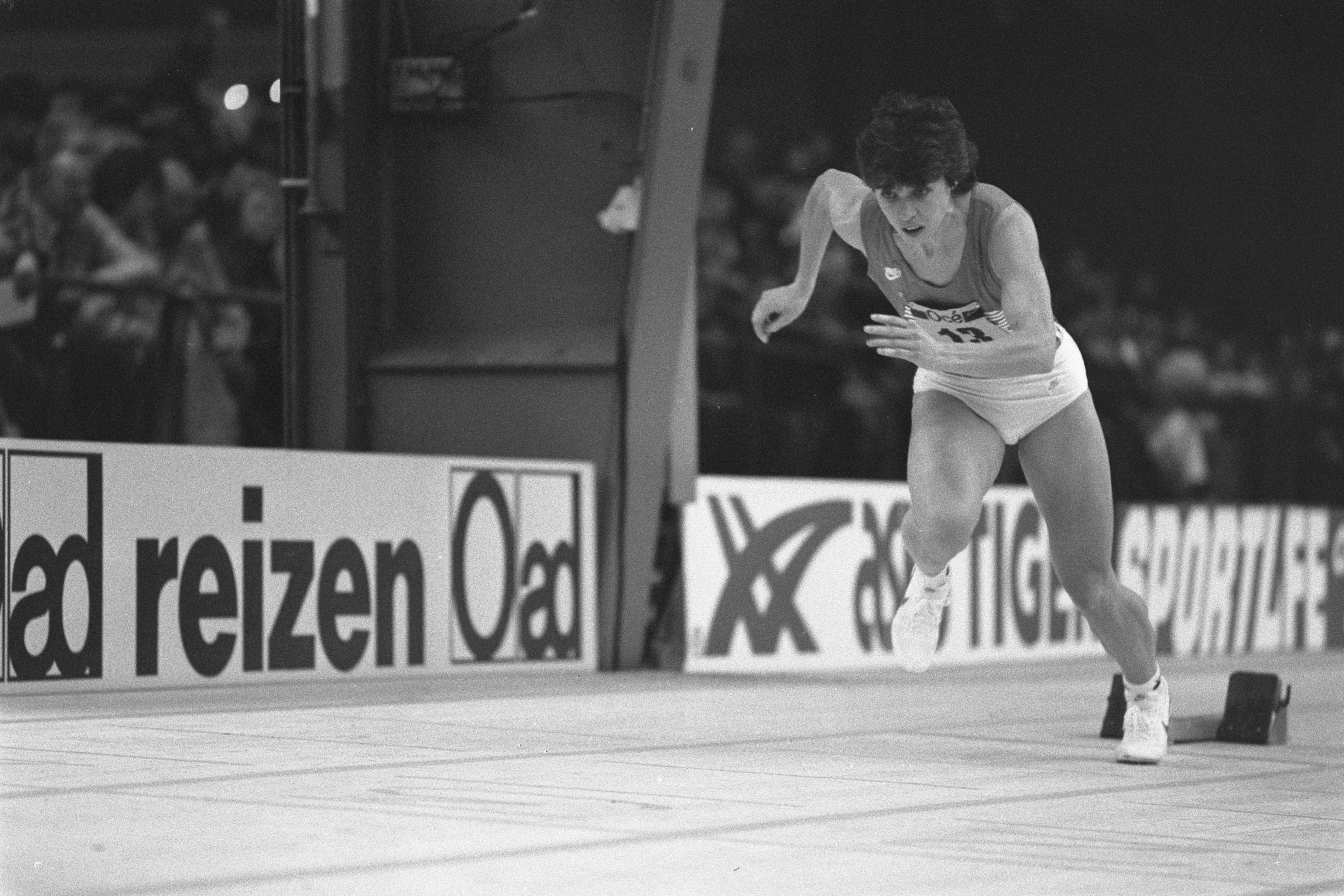
Els Vader wurde im zweiten Halbfinale disqualifiziert

Wind: +1,2 m/s
| Platz | Name           | Nation         | Zeit (s) |
| ----- | -------------- | -------------- | -------- |
| 1     | Marlies Göhr   | DDR            | 10,98 CR |
| 2     | Silke Gladisch | DDR            | 11,05    |
| 3     | Anelija Nunewa | Bulgarien      | 11,08    |
| 4     | Paula Dunn     | Großbritannien | 11,27    |
| 5     | Iryna Sljussar | Sowjetunion    | 11,35    |
| 6     | Laurence Bily  | Frankreich     | 11,49    |
| 7     | Resi März      | BR Deutschland | 11,60    |
| DSQ   | Els Vader      | Niederlande    |          |

## Finale
27. August 1986, 20:10 Uhr
Wind: +0,8 m/s
| Platz | Name              | Nation         | Zeit (s) |
| ----- | ----------------- | -------------- | -------- |
| 1     | Marlies Göhr      | DDR            | 10,91 CR |
| 2     | Anelija Nunewa    | Bulgarien      | 11,04 NR |
| 3     | Nelli Cooman      | Niederlande    | 11,08 NR |
| 4     | Silke Gladisch    | DDR            | 11,09    |
| 5     | Ingrid Auerswald  | DDR            | 11,11    |
| 6     | Olga Solotarjowa  | Sowjetunion    | 11,23    |
| 7     | Paula Dunn        | Großbritannien | 11,25    |
| 8     | Heidi-Elke Gaugel | BR Deutschland | 11,26    |

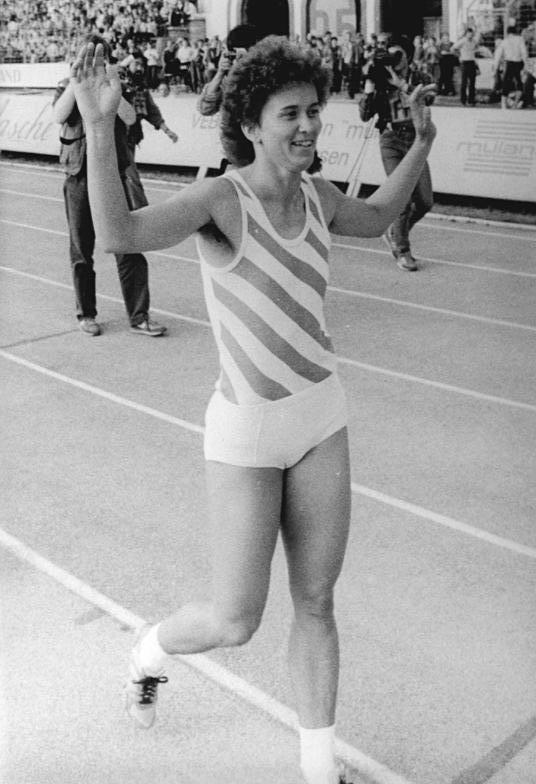
Dritter 100-Meter-EM-Titel für die amtierende Weltmeisterin, Olympiazweite von 1980 und Europarekordinhaberin Marlies Göhr

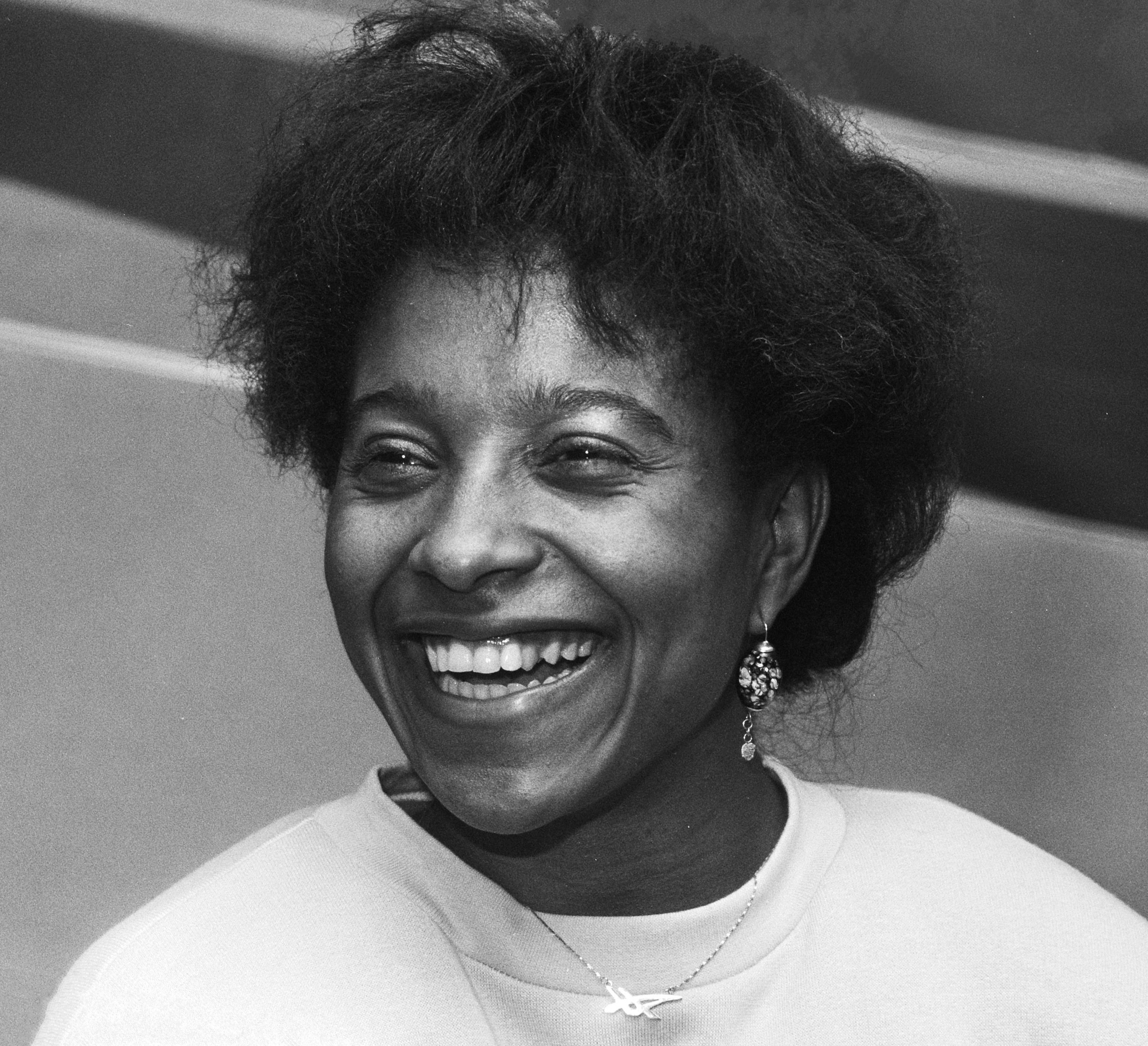
Bronzemedaillengewinnerin Nelli Cooman
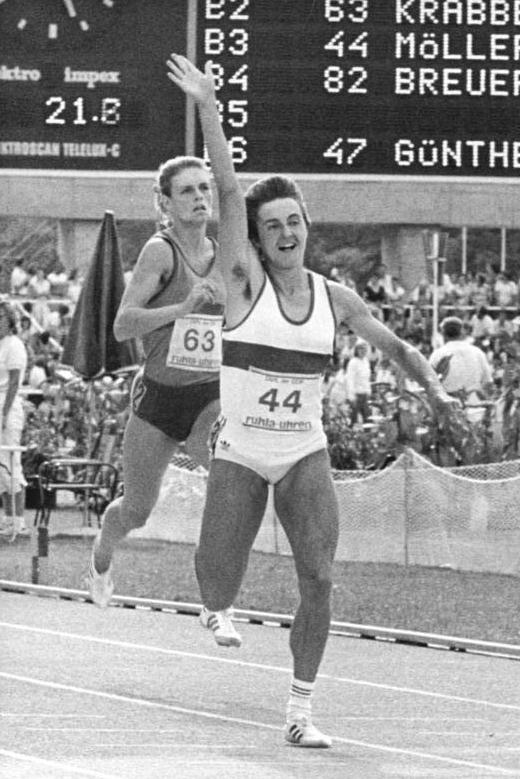
Silke Gladisch, spätere Silke Möller, kam auf den vierten Platz, zwei Tage darauf gewann sie Bronze über 200 Meter und wurde im Jahr darauf Doppelweltmeisterin über 100 und 200 Meter
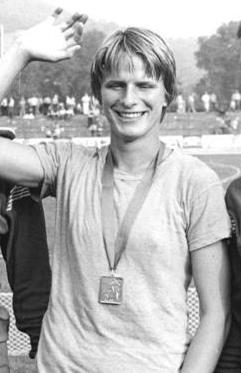
Die Olympiadritte von 1980 Ingrid Auerswald belegte Rang fünf

## Videolink
- 1986 European 100m women, www.youtube.com, abgerufen am 16. Dezember 2022